# Tak and the Power of Juju
En español Tak y el Poder de Juju es una serie en CGI que se estrenó en Nickelodeon Estados Unidos el 31 de agosto de 2007, en Nicktoons Network el 1 de septiembre de 2007, en Nickelodeon Latinoamérica el 6 de junio de 2008 y en Nickelodeon España el 6 de junio de 2009. Basado en el videojuego del mismo nombre, el programa consta de dos historias de once minutos por cada episodio de media hora. Esta es la primera serie CGI de Nickelodeon (producida en casa) y la empresa 29a Nicktoon.La serie está dirigida por Mark Risley y Jim Schumann. Muchas veces la serie ha sido comparada y muchas veces rivalizada por Las Aventuras de Jimmy Neutrón: El Niño Genio.

## Personajes
Tak (nato: 3 de junio del -1302 (3326 años) ): Es el personaje principal, tiene la capacidad para solicitar un poder mágico llamado el Juju. Tak tiene 14 años de edad. Tak tiende a ser el más inteligente del grupo, pero tiene sus contratiempos cuando se trata de practicar su poder Juju. Siempre que Lok esta en problemas, Tak es la primera persona en salvarle. En el futuro él se casará con la hija del jefe de la tribu Pupununu como predijo el psíquico Juju (algunas personas piensan que Jeera será la elegida, porque Juju dice que no será Zaria). Él es sobrino de Jibolba y su aprendiz. Vive con Jibolba. Fue encontrado de bebé en el altar JuJu; no se sabe nada sobre lo que les pasó a los padres de Tak, sólo que su madre era la Aurora Juju (eso explica los poderes Juju) que era novia del oscuro Juju, pero se casó con un hombre de la tribu Pupununu. Está enamorado de Jeera. Se insinuó que a él puede gustarle Jeera, su mejor amiga.
El Jefe (nato: 25 de diciembre del -5999 ): Él es el líder de los Pupununu y padre de Jeera y Zaria. Él constantemente se enoja con Tak debido a sus errores en el uso de su poder Juju. Él ama a su tribu y es muy gordo. Su esposa no ha aparecido en el show hasta el momento. Su verdadero nombre nunca es mencionado.
Jeera (nato: 2 de abril del -1302 ): Jeera es adorable y hija del Jefe. Tak Y ella pueden ser de dos extremos opuestos de la escala social pero nunca dejaran de ser mejores amigos. A Jeera no le importa mucho su estatus social de la realeza y trata de evadir sus responsabilidades tribales para unirse a Tak en sus aventuras, pero la diversión no durará por siempre: cuando su hermana Zaria tome el trono, ese será el día que toda la diversión acabará. Jeera está enamorada de Tak aunque a ella le cuesta decírselo. 
Golpes de tambor-orangután:  Este simio se comunica jugando con los tambores. Su primera aparición es en el tema, y su segunda aparición fue en Woodiefest. También tuvo una tercera aparición en los tres Jefes.
Lok (nato: 23 de abril del -1456: Es un guerrero incompetente. Lok es el uno de los dumber queridos del grupo. Él tiene alrededor de 17 años de edad. A menudo recae sobre "salvar vidas". Se refiere a sí mismo en tercera persona. Constantemente se roba el crédito que logra Tak.
Enmascarado:un hombre enmascarado de la tribu, cuando habla no se llega a escuchar lo que dice excepto por quien tiene al lado. Sólo se quitó su máscara en dos ocasiones y en ambas estaba cubierto de un resplandor dorado, se sabe que su rostro es el más bello del mundo y un pequeño vistazo detuvo la pelea entre los pupununu y los juju producido por un concurso de belleza.
Juez juju:
La juez juju es uno de los jujus más importantes ya que decide como ejercer la justicia con su mascota un dragón de 3 cabezas. su apariencia es un maíz vestida de juez con una peluca blanca pero a pesar de tener voz muy similar a la de un hombre es una mujer.
Juju Psíquico:
La parte de arriba parece humana y la de abajo es una nube, siempre habla con soberbia, cuando alguien habla termina la frase por él, para dar a entender que ya sabía que lo iba a decir, lo cual es bastante molesto; es capaz de predecir el futuro y le tiene fobia a los gérmenes.
Juju Fiestero:
Es un esqueleto con una camisa hawaiana que le encantan las fiestas y puede hacer que una fiesta sea eterna si alguien lo desea; lamentablemente él no puede parar el deseo ya que es el Juju Fiestero , obviamente, (el único que puede detener una fiesta es su exesposa, Juju Aguafiestas) y debido a eso los invitados no pueden controlar sus movimientos (Porque aunque ellos no quuieran seguir festejando, la magia Juju posee sus cuerpos)

## Elenco
Inglés:
- Tak: Hal Sparks
- El Jefe: Maurice LaMarche
- Golpes de tambor-orangután:
- Lok: Patrick Warburton

Hispanoamérica:
- Ricardo Sorondo - Tak
- Maite Guedes - Keeko
- País de doblaje: Venezuela

Castellano:
- Mar Roca - Tak
- País de doblaje: España

## Episodios
| Temporada | Temporada | Episodios | USA                  | USA                 | Latinoamérica       | Latinoamérica       | España               | España                   |
| Temporada | Temporada | Episodios | Comienzo             | Final               | Comienzo            | Final               | Comienzo             | Final                    |
| --------- | --------- | --------- | -------------------- | ------------------- | ------------------- | ------------------- | -------------------- | ------------------------ |
|           | 1         | 13        | 31 de agosto de 2007 | 22 de marzo de 2008 | 6 de junio de 2008  | 17 de julio de 2008 | 1 de julio de 2008   | 11 de septiembre de 2008 |
|           | 2         | 13        | 5 de abril de 2008   | 24 de enero de 2009 | 21 de julio de 2008 | 30 de enero de 2009 | 3 de octubre de 2008 | 27 de febrero de 2009    |